# Sebastian Schulz

Sebastian Schulz (2004)

Sebastian Schulz (* 1977 in Rostock, Bezirk Rostock) ist ein deutscher Synchronsprecher, Hörspiel - und Hörbuchsprecher sowie Dialogregisseur. Er ist bekannt unter anderem als die deutsche Stimme von Donald Faison, Andy Samberg, Brendan Fletcher, Simon Helberg und Domhnall Gleeson.

## Biografie
Bereits Mitte der 1980er Jahre begann er während seiner Schulzeit kleinere Sprechrollen im Synchronstudio einzusprechen. Zehn Jahre später etablierte sich Schulz als Synchronsprecher und übernahm verschiedene Charaktere in diversen Animeserien, z. B. in Dragon Ball Z als Trunks oder in der ersten Serie von Yu-Gi-Oh! als Yami Yugi/Pharao Atem. In dieser Rolle hatte er 2019 auch einen Gastauftritt bei dem YouTuber HandOfBlood in dem Video Hänno feat. Yami Yugi | Yu-Gi-Oh! Er synchronisiert auch reale Personen, so zum Beispiel Sean O’Neal in der Serie Clarissa oder Tom Lenk als Andrew in der 6. bis 7. Staffel von Buffy – Im Bann der Dämonen. Großen Bekanntheitsgrad erlangte er mit der Synchronisation von Christopher Masterson als Francis in Malcolm mittendrin, Donald Faison als Dr. Christopher Duncan Turk in Scrubs – Die Anfänger, Simon Helberg als Howard Joel Wolowitz in The Big Bang Theory und Martin Freeman als Dr. Watson in der britischen Serie Sherlock.
Er ist außerdem als Sprecher in diversen MTV-Entertainment-Shows zu hören und ist ferner auch als Hörspielsprecher aktiv. Daneben war er auch schon als Synchronregisseur und Dialogbuchautor tätig.
Schulz ist mit der Schauspielerin und Synchronsprecherin Jill Böttcher verheiratet und hat mit ihr drei Kinder.

## Synchronrollen (Auswahl)
Donald Faison
- 2003–2011: Scrubs – Die Anfänger (Fernsehserie) als Dr. Christopher Duncan Turk
- 2006: Homie Spumoni als Renato /Leroy
- 2009: Lieferung mit Hindernissen als Leo
- 2010: Skyline als Terry
- 2010: Venus & Vegas als Stu
- 2012–2016: The Exes (Fernsehserie, 64 Folgen) als Phil Chase
- 2012: Pitch Perfect als Clef #4
- 2013: Kick-Ass 2 als Dr. Gravity
- 2014: Wish I Was Here als Anthony
- 2016: Hot Bot als Delaware Huffington
- 2016: House of Lies (2 Folgen) als Donald
- 2017: Little Evil als Larry
- seit 2019: Emergence als Alex Evans

Andy Samberg
- 2009: Trauzeuge gesucht! als Robbie Klaven
- 2009: Wolkig mit Aussicht auf Fleischbällchen als Baby Brent
- 2011: Freunde mit gewissen Vorzügen als Quincy
- 2012: Der Chaos-Dad als Han Solo Berger/Todd Peterson
- 2013: 30 Rock (Fernsehserie, 1 Folge) als Andy Samberg
- 2013: Wolkig mit Aussicht auf Fleischbällchen 2 als Baby Brent
- 2016: Popstar: Never Stop Never Stopping als Conner Friel / Conner4Real
- 2016: Störche – Abenteuer im Anflug als Junior
- 2017: Highway 10 nach San Bernardino als Johnny
- 2018: Hotel Transsilvanien 3: Ein Monster Urlaub als Johnny
- 2019: Der dunkle Kristall: Ära des Widerstands (Fernsehserie, 4 Folgen) als skekGra / Der Abtrünnige
- 2022: Hotel Transsilvanien 4 – Eine Monster Verwandlung als Johnny

Domhnall Gleeson
- 2015: Star Wars: Das Erwachen der Macht als General Armitage Hux
- 2017: Crash Pad als Stensland
- 2017: Star Wars: Die letzten Jedi als General Armitage Hux
- 2019: Star Wars: Der Aufstieg Skywalkers als General Armitage Hux
- 2019: Star Wars Resistance (Zeichentrickserie, 2 Folgen) als General Armitage Hux

### Filme
- 2003: Grind – Sex, Boards & Rock’n’Roll als Eric Rivers für Mike Vogel
- 2004: The Village – Das Dorf als Noah Percy für Adrien Brody
- 2004: Napoleon Dynamite als Napoleon Dynamite für Jon Heder
- 2005: Havoc als Toby für Mike Vogel
- 2005: Goal – Lebe deinen Traum als Gavin Harris für Alessandro Nivola
- 2006: Schlachtnacht als Paul für Jop Joris
- 2006: Step Up als Mac Carter für Damaine Radcliff
- 2006: The Fast and the Furious: Tokyo Drift als Morimoto für Leonardo Nam
- 2007: Die Eisprinzen als Jimmy MacElroy für Jon Heder
- 2007: Geliebte Jane als Tom Lefroy für James McAvoy
- 2007: Rescue Dawn als Gene für Jeremy Davies
- 2007: The Host als Nam-il Park
- 2007: Elizabeth – Das goldene Königreich als Anthony Babington für Eddie Redmayne
- 2007: Into the Wild als Christopher McCandless für Emile Hirsch
- 2007: Zimmer 1408 als Postmitarbeiter für Andrew Lee Potts
- 2008: Like a Dragon als Kazuki Kitamura
- 2008: Ruinen als Jeff für Jonathan Tucker
- 2008: Highschool News – Streng vertraulich! als Brett für Thomas Dekker
- 2008: Mein Name ist Fish als Reed Fish für Jay Baruchel
- 2008: Ausgeliefert! Jagd durch Berlin als David Glover für Drew Fuller
- 2008: Pokémon: Der Aufstieg von Darkrai als Baron Alberto für Kōichi Yamadera
- 2009: Rampage als Bill Williamson für Brendan Fletcher
- 2009: Freitag der 13. als Clay Miller für Jared Padalecki
- 2009: Die nackte Wahrheit als Rick für Dan Callahan
- 2010: Twelve als White Mike für Chace Crawford
- 2010: Max Manus als Max Manus
- 2010: I Am Love als Edoardo Recchi Jr.
- 2010: Straightheads als Adam für Danny Dyer
- 2011: Arthur Weihnachtsmann als Arthur
- 2011: Thor als Fandral für Josh Dallas
- 2011: The Help als Stuart Withworth für Chris Lowell
- 2014: Rampage: Capital Punishment als Bill Williamson für Brendan Fletcher
- 2014: Madame Bovary als The Marquis  für Logan Marshall-Green
- 2014: Let’s be Cops – Die Party Bullen als Justin Miller für Damon Wayans, Jr.
- 2016: Angry Birds – Der Film als Ross für Tony Hale
- 2016: Rampage: President Down als Bill Williamson für Brendan Fletcher
- 2017: Spider-Man: Homecoming als Jackson Brice für Logan Marshall-Green
- 2018: Night School als Marvin für Ben Schwartz
- 2021: Geheimes Magieaufsichtsamt als Hänsel (Erwachsener) für Nicholas Corda
- 2021: Eternals als Kingo für Kumail Nanjiani
- 2022: Das Andere als Harry für Jake Lacy
- 2023: Was will der Lama mit dem Gewehr? als Tashi für Tandin Wangchuk

### Serien
- 1995: Clarissa als Sam für Sean O’Neal
- 1998: Power Rangers In Space als Andros für Christopher Khayman Lee
- 1998: Card Captor Sakura als Takashi Yamazaki
- 1999: The Tribe als Zoot für Daniel James
- 1999: Skippy der Buschpilot als Skippy
- 2000: Der Wunschpunsch als Kater Maurizio di Mauro
- 2001–2002: Dragon Ball Z als Future Trunks
- 2001–2006: Malcolm mittendrin als Francis für Christopher Masterson
- 2001–2013: Totally Spies! als Arnold
- 2001: Power Rangers Time Force als Wesley Collins und Alex Drake für Jason Faunt
- 2001–2004: Smallville als Ian Randall für Jonathan Taylor Thomas
- 2002: Angel Sanctuary als Setsuna Mudo
- 2002–2003: Gundam Seed als Raww Le Kreuze
- 2002–2008: The Wire als Roland „Wee-Bey“ Brice für Hassan Johnson
- 2003: X 1999 als Kamui Shirō
- 2003: Hugo, das Dschungeltier – Die Serie als Hugo
- 2003–2004: Digimon Frontier als Kimura Kouichi
- 2003–2004: Yu-Gi-Oh! als Yami Yugi / Atem
- 2003–2006: Hamtaro als Timmy
- 2004: Detektiv Conan als Saguru Hakuba
- 2004–2006: Ed – Der Bowling-Anwalt als Warren Parker Cheswick für Justin Long
- 2004–2006: Au Schwarte! als Hörnchen
- 2004–2007: MegaMan NT Warrior als Chaud Blaze
- 2005: Cold Case – Kein Opfer ist je vergessen als Trevor Dawnson für Jake Richardson
- 2005: Free for All als Johnny
- 2005: Genshiken als Makoto Kousaka
- 2005–2006: Super Kickers 2006 – Captain Tsubasa als Kojiro Hyuga
- 2005–2009: Alle hassen Chris als Jerome für Haron Jackson
- 2006: Dragon Ball GT als Trunks
- 2006–2010: Die Schule der kleinen Vampire als Fletcher
- 2006–2007: O.C., California als Kevin Volchok für Cam Gigandet
- 2006–2007: Mermaid Forest als Yuta
- 2006–2008: Instant Star als Vincent „Vincc“ Spiderman für Tyler Kyte
- 2006–2008: Avatar – Der Herr der Elemente als Prinz Zuko
- 2007–2019: The Big Bang Theory als Howard Joel Wolowitz für Simon Helberg
- 2007: Fantastic Four – Die größten Helden aller Zeiten als Johnny Storm
- 2007–2008, 2010: One Tree Hill als Tim Smith für Brett Claywell
- 2007–2010: Private Practice als William „Dell“ Parker für Chris Lowell
- 2007–2012: Gossip Girl als Nate Archibald für Chace Crawford
- 2008: Romeo × Juliet als Curio
- 2008: Rocket & Ich als Rocket
- 2008: George, der aus dem Dschungel kam als George
- 2008–2009: Prison Break als Roland Glenn für James Hiroyuki Liao
- 2008–2009: Bakugan – Spieler des Schicksals als Klaus von Herzen und Kenta
- 2008–2012: Entourage als Johnny „Drama“ Chase für Kevin Dillon
- 2009: Harper’s Island als Cal Vandeusen für Adam Campbell
- 2009–2010: Code Geass: Lelouch of the Rebellion als Rivalz Cardemonde
- 2009–2014: True Blood als Lafayette Reynolds für Nelsan Ellis
- 2010: FlashForward als Dr. Bryce Varley für Zachary Knighton
- 2010: Bakugan – Spieler des Schicksals: Neu Vestroia als Klaus von Herzen
- 2010–2013: Kick Buttowski – Keiner kann alles als Clarence „Kick“ Buttowski
- 2010–2014: Pretty Little Liars als Ian Thomas für Ryan Merriman
- 2011: The Event als Sean Walker für Jason Ritter
- 2011–2017: Sherlock als Dr. John Watson für Martin Freeman
- 2011, 2014–2018: New Girl als Coach für Damon Wayans, Jr.
- 2012: Beyblade: Metal Masters als Damian Hart
- 2012–2013: Breakout Kings als Lloyd Lowery für Jimmi Simpson
- 2012–2014: Being Human als Ian Daniel „Aidan“ McCollin für Sam Witwer
- 2012–2014: Die Legende von Korra als Iroh
- 2012–2017: Girls als Adam Sackler für Adam Driver
- 2013: Devious Maids – Schmutzige Geheimnisse als Sam Alexander für Wolé Parks
- 2013: Nymphs als Jesper Janssen
- 2013–2014: Crash & Bernstein als Crash
- 2013–2015: Pretty Little Liars als Gabriel Holbrook für Sean Faris
- 2016: Dungeon ni Deai o Motomeru no wa Machigatteiru Darō ka als Welf Crozzoc
- 2017: DuckTales als Gustav Gans
- 2017: Marvel’s The Punisher als David Lieberman / Micro für Ebon Moss-Bachrach
- 2017: Lucifer als Burt (Staffel 2/ 12 und 13)
- 2017: Made in Abyss als Jiruo
- 2017–2019: Nö-Nö Schnabeltier als Karli
- 2018–2021: The Hunter als Domenico „Mico“ Farinella für Giulio Beranek
- 2017–2020: The Flash als Ralph Dibny
- seit 2018: Rise of the Teenage Mutant Ninja Turtles als Leonardo
- 2019: Sword Art Online: Alicization - War of Underworld als Eldrie Synthesis Thirty-one
- 2020–2022: Love, Victor als Armando Salazar[2]
- 2020–2023 Demon Slayer als Sanemi Shinazugawa
- 2020: Boku wa Tomodachi ga Sukunai als Kodaka Hasegawa
- 2021: Young Sheldon als Howard Joel Wolowitz für Simon Helberg
- seit 2022: JoJo’s Bizarre Adventure: Stardust Crusaders als Jean-Pierre Polnareff
- 2022–2023: How I Met Your Father als Jesse für Chris Lowell
- 2023: Navy CIS als Miles Bauer für James Snyder
- 2024: Avatar – Der Herr der Elemente als Prinz Zuko (Dallas Liu)
- 2024: Kaiju No. 8 als Takamichi Hodaka (Kaiju Kyuu-gou)[3]

### Sprecher
- Kingdom Hearts II (Videogame) – Rolle: Cifer
- Ulmen.tv – Sprecher
- TKKG (Videospiel-Reihe, 4 Teile) – Rolle: Karl Vierstein
- Skylanders: Spyro’s Adventure – Rolle: Dino-Rang und Drill Sergeant
- Skylanders: Giants – Rolle: Dino-Rang und Drill Sergeant

## Hörspiele (Auswahl)
- 2012: Robert E. Howard: Gruselkabinett – Folge 70: Schwarze Krallen, Titania Medien, ISBN 978-3-7857-4719-3
- 2012: M.R. James: Gruselkabinett – Folge 71: Der Eschenbaum, Titania Medien, ISBN 978-3-7857-4720-9
- 2018: Star Wars: Das Erwachen der Macht (Filmhörspiel), Walt Disney Records (Universal Music)
- 2018: Star Wars: Die letzten Jedi (Filmhörspiel), Walt Disney Records (Universal Music)
- 2020: Star Wars: Der Aufstieg Skywalkers (Das Original-Hörspiel zum Film), Walt Disney Records (Universal Music)

## Hörbücher
- 2021: Josh Matthews & Mexify: Mexify: Das Hotel im Nirgendwo, riva Verlag (Audible)